# Rattlesnake Island, British Columbia
Rattlesnake Island är en ö i Kanada.   Den ligger i provinsen British Columbia, i den södra delen av landet, 3 300 km väster om huvudstaden Ottawa. Rattlesnake Island ligger i sjön Okanagan Lake.
Runt Rattlesnake Island är det ganska glesbefolkat, med 26 invånare per kvadratkilometer.